# 千葉県道408号飯岡九十九里自転車道線

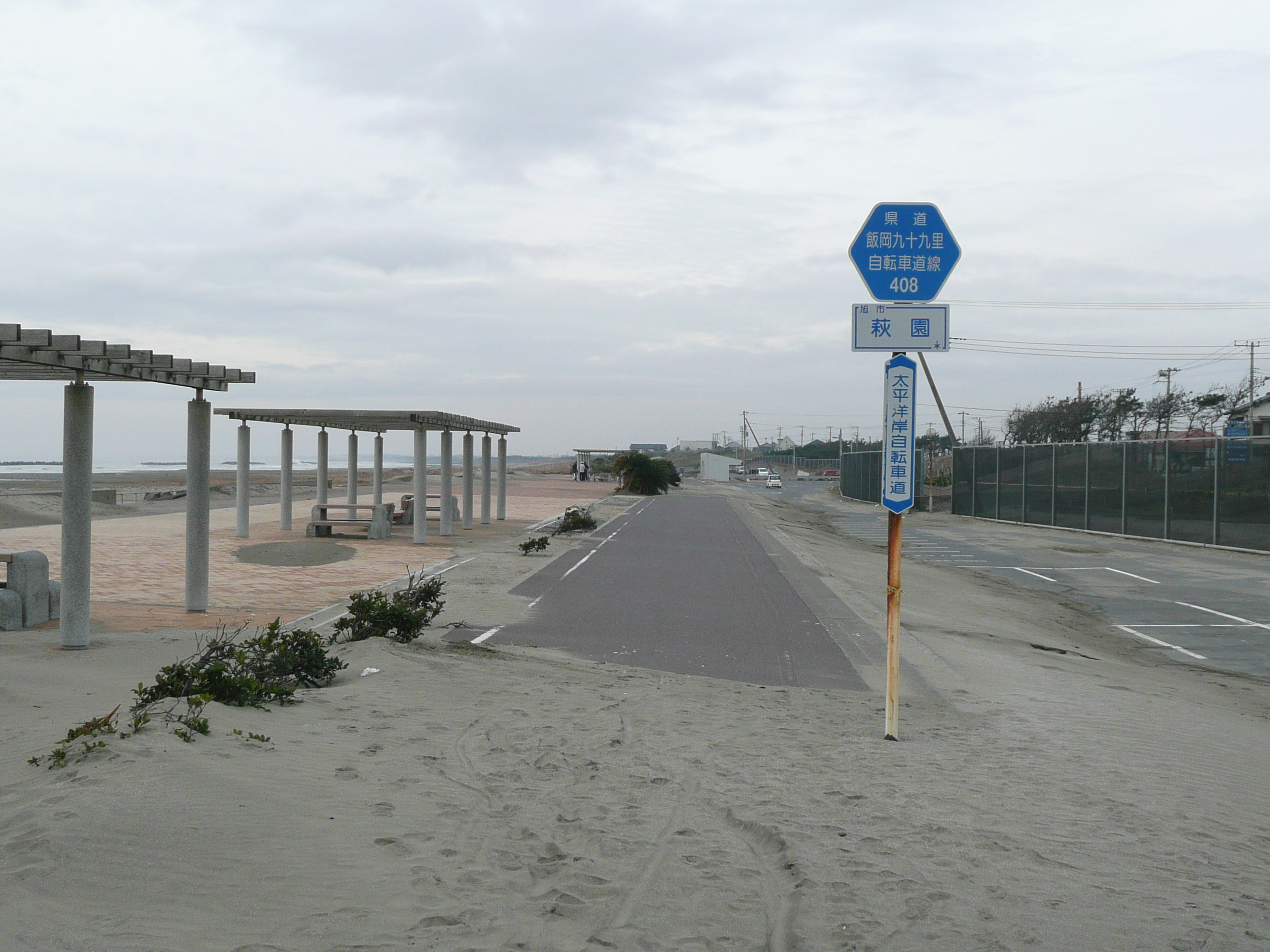
千葉県道408号
（旭市内にて、2013年12月）

千葉県道408号飯岡九十九里自転車道線（ちばけんどう408ごう いいおかくじゅうくりじてんしゃどうせん）は、千葉県旭市から山武郡九十九里町に至る一般県道として認定された自転車道である。太平洋岸自転車道の一部で大規模自転車道の一路線。全線にわたって太平洋に沿っており、千葉県道30号飯岡一宮線と並行している。

## 概要
太平洋沿岸を結ぶ自転車道として計画されている太平洋岸自転車道の千葉県銚子市から和歌山県和歌山市までの一つを構成する道路である。なお、起点の銚子市は2019年7月現在結ばれておらず、旭市下永井から九十九里町片貝までを結んでいる。途中、海風により砂が堆積しているため、注意が必要である。

## 路線データ
- 起点：旭市下永井（飯岡みなと公園）
- 終点：山武郡九十九里町片貝（片貝海岸入口交差点、千葉県道25号東金片貝線・千葉県道30号飯岡一宮線・千葉県道405号九十九里一宮大原自転車道線交点）

## 通過する自治体
- 千葉県
  - 旭市
  - 匝瑳市
  - 山武郡横芝光町
  - 山武市
  - 山武郡九十九里町

## 交差・接続する道路
- 千葉県道30号飯岡一宮線銚子方面（旭市下永井）
- 千葉県道122号飯岡片貝線（旭市萩園）
- 千葉県道35号旭停車場線（旭市足川浜）
- 千葉県道299号平和共興線（匝瑳市吉崎浜）
- 千葉県道48号八日市場野栄線（匝瑳市野手浜）
- 千葉県道49号八日市場栄線（匝瑳市堀川浜）
- 千葉県道108号横芝停車場白浜線（山武郡横芝光町木戸浜）
- 千葉県道78号横芝上堺線（山武郡横芝光町屋形）
- 千葉県道58号松尾蓮沼線（山武市蓮沼中下）
- 千葉県道121号成東鳴浜線（山武市本須賀海岸）
- 千葉県道25号東金片貝線・千葉県道30号飯岡一宮線一宮方面・千葉県道405号九十九里一宮大原自転車道線（山武郡九十九里町片貝）